# Hermann Siebold
Hermann Siebold (* 12. November 1873 in Linden; † 6. Januar 1951 in Schkeuditz) war ein deutscher Politiker (SPD).

## Leben und Wirken
Nach dem Besuch der Volksschule in Bremen erlernte Siebold das Porzellanmacherhandwerk. Um 1890 trat er in die Sozialdemokratische Partei Deutschlands (SPD) ein. 1897 heiratete er. Später übernahm Siebold auch redaktionelle Aufgaben für sozialdemokratische Zeitungen.
Im September 1922 zog Siebold im Nachrückverfahren für den ausgeschiedenen Abgeordneten Karl Pinkau in den im Juni 1920 gewählten ersten Reichstag der Weimarer Republik ein, dem er bis zum Mai 1924 als Vertreter des Wahlkreises 32 (Leipzig) angehörte.
Aufgrund des Beschlusses der Generalversammlung des SPD-Unterbezirks Leipzig vom 3. Februar 1924, Reichstagsabgeordnete, die für das Ermächtigungsgesetz der Regierung Marx gestimmt hatten, nicht mehr zu nominieren, wurde Siebold anlässlich der Reichstagswahl vom Mai 1924 nicht wieder als Kandidat aufgestellt. Kandidaten wurden stattdessen drei Vertreter des linken Flügels der sächsischen SPD: Richard Lipinski, Hugo Saupe und Friedrich Seger.